# SunTrust Banks
SunTrust Banks —  американська фінансова холдингова компанія. Банк було створено в 1891 році в Атланті, там же й знаходиться осідок.
Станом на вересень 2016 управляв 1400 філіями банків та 2160 банкоматами в 11 південно-східних штатах та Вашингтоні (округ Колумбія).  Основними видами діяльності банку є депозити, кредитування,  а також трастові та інвестиційні послуги. Завдяки своїм різним дочірнім компаніям SunTrust Bank  надавав корпоративні та інвестиційні послуги, іпотеки та управління багатством.
У 2013 йому було наказано сплатити 1,5 мільярда доларів "для вирішення претензій щодо неякісного іпотечного кредитування, обслуговування та викупу майна"  і він узгодив розрахунок з урядом США у 2014 на суму 968 мільйонів доларів 